# Дзісніти (Вармінсько-Мазурське воєводство)
Дзісніти (пол. Dziśnity) — село в Польщі, у гміні Малдити Острудського повіту Вармінсько-Мазурського воєводства.
Населення — 211 осіб (2011).
У 1975-1998 роках село належало до Ольштинського воєводства.

## Демографія
Демографічна структура станом на 31 березня 2011 року:
|          | Загалом | Допрацездатний вік | Працездатний вік | Постпрацездатний вік |
| -------- | ------- | ------------------ | ---------------- | -------------------- |
| Чоловіки | 106     | 26                 | 70               | 10                   |
| Жінки    | 105     | 25                 | 62               | 18                   |
| Разом    | 211     | 51                 | 132              | 28                   |